# Vařečka

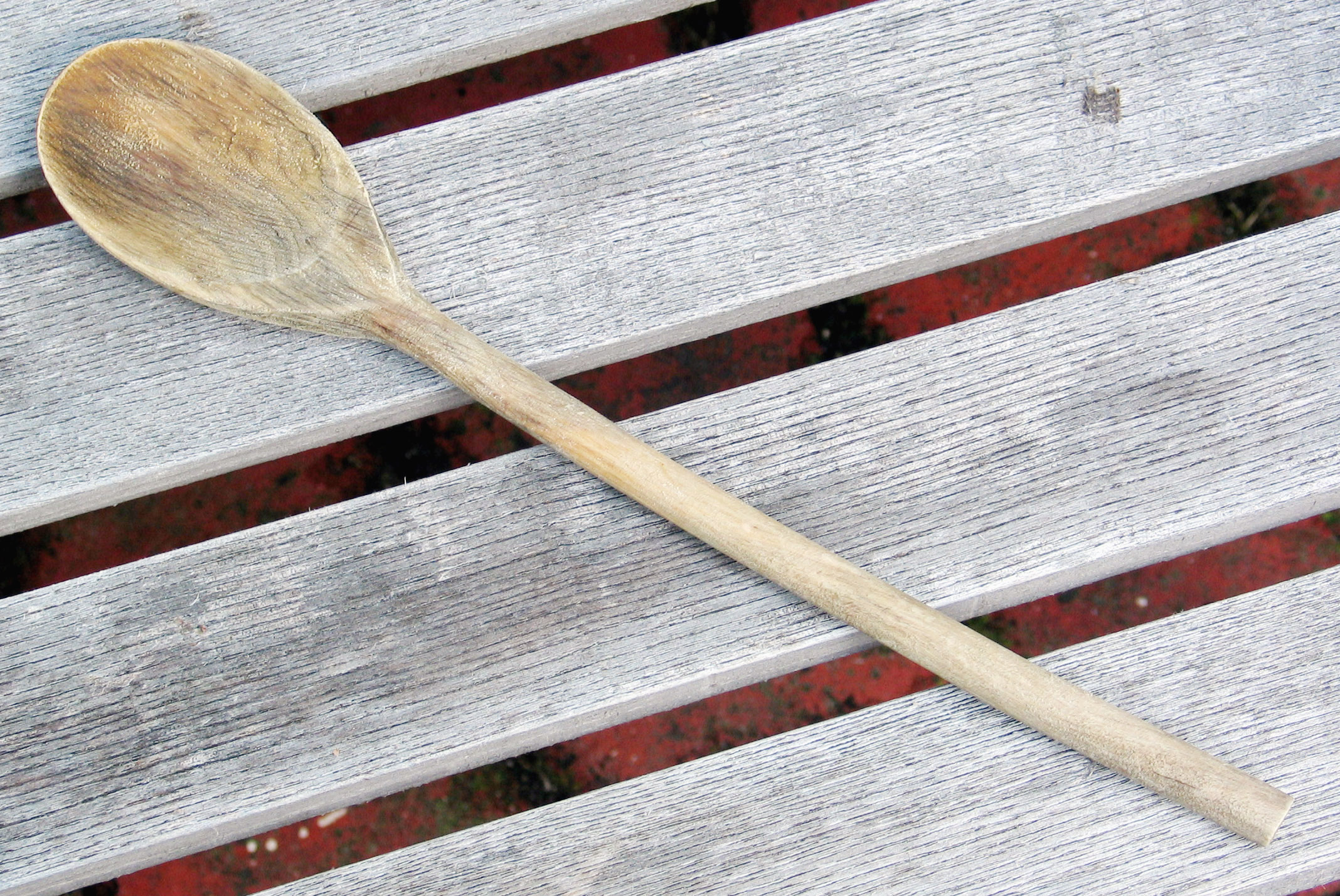
Vařečka

Vařečka nebo také měchačka je kuchyňský nástroj, který slouží k míchání polévky a jiných jídel, k promíchávání různých přísad nebo hnětení těsta. Při vaření nebo smažení se pokrmy míchají vařečkou, a tím se zabraňuje jejich připálení nebo přichycení k okrajům nebo dnu nádoby.
Vařečka má tvar ploché lžíce s různě dlouhou rukojetí. Má kulatý nebo oválný tvar, na jedné straně často vybíhá jakýsi růžek, který slouží k promíchávání pokrmů ve spodní části hrnce. Dříve se vařečky vyráběly výhradně ze dřeva, dnes jsou na trhu i vařečky různých barev a tvarů vyrobených z plastu.
V minulosti se velké vařečky, tvarem se podobající malému pádlu, používaly při tzv. velkém prádle, kdy se prádlo společně vyvařovalo ve velkých kotlích. Prádlo se přitom míchalo velkou dřevěnou vařekou (krajový název kopist, kopisť), která se používala i pro manipulaci s prádlem ve vařící vodě resp. vyndávání prádla z kotle a zabraňovala tak opaření.
V současnosti se také vařečky používají jako polotovar k domácí výrobě různých doplňků domácnosti a ozdob Sama vařečka je přitom zároveň nástroj, který lze vyrobit podomácku.